# Рокоссовский, Константин Константинович
Константи́н Константи́нович Рокоссо́вский (пол. Konstanty Rokossowski, имя при рождении — Константи́н Ксаве́рьевич Рокосо́вский; 9 [21] декабря 1896, Телеханы, Минская губерния — 3 августа 1968, Москва) — советский и польский военачальник, дважды Герой Советского Союза (1944, 1945). Кавалер ордена «Победа» (1945). Единственный в истории СССР маршал двух стран: Маршал Советского Союза (1944) и Маршал Польши (1949).
Командовал Парадом Победы 24 июня 1945 года на Красной площади в Москве. Один из крупнейших полководцев Второй мировой войны.

## Происхождение
Константин Ксаверьевич Рокоссовский родился в дворянской семье. Поляк. Дворянство подтверждается метрической книгой 1889 года Свято-Троицкой церкви села Телеханы Минской губернии. В Российской империи существовал достаточно влиятельный польский дворянский (шляхетский) род Рокоссовских (Рокасовских), одна из ветвей которого получила даже баронский титул. Однако, при зачислении в 5-й Каргопольский драгунский полк Константин Рокоссовский в 1914 году лично сообщил командованию, что является мещанином, хотя в тот период дворянское происхождение облегчило бы ему прохождение службы.
Был крещён в православие, так как до 1905 года детей от брака православной женщины с представителем любой другой христианской конфессии в Российской империи по закону полагалось крестить в православие.

## Дата и место рождения
В разные периоды жизни он указывал различные даты и места рождения, но официально считается, что родился 9 (21) декабря 1896 года в городе Великие Луки Великолукского уезда Псковской губернии, ныне город областного подчинения Псковской области.
Варианты даты и места рождения:
- Согласно записи в метрической книге Константин Рокосовский (в документе с одной «с» в фамилии) родился 3 (15) сентября 1889 года и был крещён 4 (16) сентября 1889 года в православной Свято-Троицкой церкви села Телеханы Телеханской волости Пинского уезда Минской губернии Российской империи, ныне городской посёлок — административный центр Телеханского сельсовета Ивацевичского района Брестской области Республики Беларусь. Отец — дворянин римско-католического вероисповедания Ксавьерий Викентьевич Рокосовский, мать — дворянка Антонина Ивановна, православного вероисповедания[8]. Мать будущего маршала была родом из Телехан, о чём исследователям было известно, однако они не предполагали, что Рокоссовский является уроженцем того же города. Владимир Михайлович Абрамчук обнаружил эту запись в мае 2021 года в Национальном историческом архиве Беларуси[12]. Возможно, эта запись не о будущем маршале, а о его предполагаемом старшем брате, который умер в детстве[13].
- В документе о зачислении на службу в августе 1914 года в 6-й эскадрон 5-го драгунского Каргопольского полка указан мещанин гмины Коморово (пол. Komorowo (gmina)) Островского уезда Ломжинской губернии Варшавского генерал-губернаторства Константин Ксаверьевич Рокоссовский, родившийся в 1894 году[14].
- По сведениям, приведённым Борисом Вадимовичем Соколовым[15], К. К. Рокоссовский родился в 1894 году, но находясь в Рабоче-крестьянской Красной армии (не позднее 1919 года) стал указывать годом рождения 1896-й и изменил отчество на «Константинович».
- В «Кандидатской карточке», датированной 22 апреля 1920 года К. Рокоссовский указал дату рождения — 8 (20) декабря 1896 года и место рождения — город Варшава, который был административным центром Варшавской губернии и Варшавского генерал-губернаторства, ныне — столица Республики Польша[16][17].
- После присвоения ему звания дважды Героя Советского Союза местом рождения Рокоссовский стал указывать город Великие Луки, где и был установлен бюст[18]. Это подтверждает краткая автобиография, написанная 27 декабря 1945 года[19].

## Семья
Предкам Рокоссовского принадлежала большая деревня Рокоссово (сейчас — в гмине Понец Гостыньского повета Великопольского воеводства). От названия деревни и произошла фамилия шляхетского рода. Прадед — Юзеф Рокоссовский, подпоручик 2-го уланского полка Герцогства Варшавского, участник Русской кампании 1812 года (на стороне Франции). Дед, Винцентий Рокоссовский, служил лесничим под Варшавой и имел большую семью — девять детей.
Отец, Ксаверий Юзеф Рокоссовский (1853—1902), ревизор Варшавской железной дороги. Согласно автобиографии, написанной в апреле 1940 года, его отец — рабочий-машинист на Риго-Орловской, а затем — Варшавско-Венской железной дороге. Он послал сына учиться в платное техническое училище Антона Лагуна, но попал в железнодорожную катастрофу, был тяжело ранен, долго болел и 4 (17) октября 1902 года умер, оставив семью без средств к существованию (согласно анкете Рокоссовского, на момент смерти отца ему было 6 лет).
Мать, Антонина Ивановна (урожд. Овсянникова, ? — 1911), не имея возможности учительствовать, стала брать на дом с чулочной фабрики на улице Широкой (район Воля города Варшава) для вязания трикотажные вещи. Сестра Елена (пол. Helena Rokossowska, 18 августа 1898 — 22 июля 1982, данные с надгробного памятника, по другим данным родилась в 1896 году) начала работать в мастерской искусственных цветов (вторая сестра, Мария, умерла вскоре после отца). В 1909 году Константин окончил четырёхклассное городское училище в Варшаве. В 1910 году здоровье матери ухудшилось, и ему пришлось прекратить учение, стал работать помощником кондитера, потом помощником зубного врача (у дяди Александра Рокоссовского), потом устроился чернорабочим на ту же чулочную фабрику.
Весной 1912 года вспыхнули массовые забастовки, к ним присоединились и трикотажники фабрики на Широкой улице, где работал Рокоссовский. 1 мая они вышли с красным знаменем, среди них был Константин Рокоссовский. Произошло столкновение с отрядами конной жандармерии. Рокоссовский был арестован за попытку спасти красное знамя, на 6 недель был заключён в тюрьму Павяк и уволен с фабрики. В 1912—1914 годах — каменотёс в мастерской Стефана Высоцкого, мужа его тёти Софьи, в Варшаве, а потом в местечке Гроец, в 35 км к юго-западу от Варшавы.

## Первая мировая война
2 августа 1914 года 18-летний (согласно анкете 20-летний) Константин поступил добровольцем в 5-й драгунский Каргопольский полк 5-й кавалерийской дивизии 12-й армии и был зачислен в 6-й эскадрон, которым командовал ротмистр Занкович.
8 (21) августа 1914 года передовые разъезды Каргопольского полка обнаружили у города Нове-Място-над-Пилицон Равского уезда Петроковской губернии Варшавского генерал-губернаторства кавалерийские части противника. Охотник рядового звания Рокоссовский в гражданской одежде отправился в город, где поговорил с жителями и сумел выяснить, что занят он кавалерийским полком немцев. Сведения подтвердились, и Константин Рокоссовский награждён Георгиевским крестом IV степени № 9841. 11 (24) августа 1914 года немцы пытались захватить мост через Пилицу и брод, находившийся несколько ниже моста, но были отбиты. В сентябре 1914 года полк участвовал в освобождении Сандомира от австро-венгерских войск, в октябре 1914 года — в обороне Варшавы, в ноябре 1914 года — в атаке под Бжезинами в ходе Лодзинской операции, в декабре 1914 года — занимал оборону на реке Бзуре. В конце декабря 1914 года полк был отведён в тыл и размещён на отдых в деревне Гач под Варшавой.
14 (27) января 1915 года полк вернулся на позиции на реке Бзуре. В начале апреля 1915 года дивизия была переброшена в Ковенскую губернию (ныне Литва). В бою под городом Поневежем Рокоссовский атаковал немецкую артиллерийскую батарею, за что был представлен к Георгиевскому кресту III степени, однако награду не получил. 19 июля (1 августа)  1915 года в бою за железнодорожную станцию Трошкуны вместе с несколькими драгунами скрытно захватил окоп немецкого полевого караула, и 20 июля был награждён Георгиевской медалью IV степени. С 9 (22) октября 1915 года 5-й драгунский Каргопольский полк вёл окопную войну на берегу Западной Двины от деревни Лаврецкой до Буйвеска.
6 (19) мая 1916 года команда разведчиков переправилась у фольварка Ницгаль Двинского уезда Витебской губернии (ныне Латвия) и уничтожила вражескую заставу. За эту успешную разведку ефрейтор Рокоссовский получил Георгиевскую медаль III степени. В начале июля 1916 года Каргопольский полк отвели в тыл, где он находился до 21 ноября (4 декабря)  1916 года.
В конце октября переведён в учебную команду 1-го запасного кавалерийского полка. В феврале 1917 года Каргопольский полк переформировали, Рокоссовский попал в 4-й эскадрон, вместе с другими бойцами по льду переходил Двину и атаковал немецкие караулы. 5 марта полк, временно находившийся в тылу, был созван, и перед конным строем полковник Пётр Михайлович Дараган зачитал Акт об отречении Николая II от престола. 11 марта полк присягнул Временному правительству. В полку появились убеждённые сторонники большевиков, среди которых был Иван Владимирович Тюленев, согласно Приказу № 1 Петроградского совета был избран полковой комитет. 29 марта (11 апреля)  1917 года произведён в младшие унтер-офицеры.
Немцы наступали на Ригу. С 19 августа (1 сентября)  1917 года Каргопольский полк прикрывал отступление пехоты и обозов в станции Зегевольд Рижского уезда Лифляндской губернии. 23 августа (5 сентября)  1917 года Рокоссовский с группой драгун отправился в разведку у местечка Кроненберг и обнаружил немецкую колонну, двигавшуюся по псковскому шоссе. 24 августа (6 сентября)  1917 года представлен и 21 ноября (4 декабря)  1917 года награждён Георгиевской медалью II степени. Драгуны выбрали Рокоссовского в эскадронный, а затем в полковой комитет, решавший вопросы жизни полка. В октябре 1917 года был избран в полковую георгиевскую думу и выполнял там обязанности секретаря. Двоюродный брат — сослуживец Франц Рокоссовский с группой драгун-поляков вернулся в Польшу и вступил в военную организацию, формировавшуюся лидерами польских националистов. В декабре 1917 года Константин Рокоссовский, Адольф Юшкевич и другие драгуны вступили в Красную гвардию. В конце декабря Каргопольский полк был переброшен в тыл на восток. 7 апреля 1918 года на станции Дикая, западнее Вологды, 5-й Каргопольский драгунский полк был расформирован.
В апреле 1920 года, заполняя кандидатскую карточку на замещение командных должностей, Рокоссовский указал, что в царской армии служил вольноопределяющимся и окончил пять классов гимназии. В действительности он служил только охотником (добровольцем) и, следовательно, не имел необходимого образовательного ценза в шесть классов гимназии для того, чтобы служить вольноопределяющимся. 8 августа 1914 года Рокоссовский отличился при проведении конной разведки у деревни Ястржем, за что был награждён Георгиевским крестом 4-й степени и произведён в ефрейторы. Участвовал в боях под Варшавой, научился обращаться с лошадью, овладел винтовкой, шашкой и пикой.

## Гражданская война
С октября 1917 года добровольно перешёл в Красную гвардию (в Каргопольский красногвардейский отряд рядовым красногвардейцем), затем в Рабоче-Крестьянскую Красную армию.
С ноября 1917 по февраль 1918 года, в составе Каргопольского красногвардейского кавалерийского отряда, в должности помощника начальника отряда, Рокоссовский участвовал в подавлении контрреволюционных восстаний в районе Вологды, Буя, Галича и Солигалича.
С февраля по июль 1918 года принимал участие в подавлении анархистских и казацких контрреволюционных выступлений на Слобожанщине (в районе Харькова, Унечи, Михайловского хутора) и в районе Карачев — Брянск.
В июле 1918 года, в составе того же отряда, переброшен на Восточный фронт под город Екатеринбург Пермской губернии и участвовал в боях с белогвардейцами и чехословаками под станцией Кузино, Екатеринбургом, станциями Шамары и Шаля до августа 1918 года. С августа 1918 года отряд переформирован в 1-й Уральский имени Володарского кавалерийский полк, Рокоссовский назначен командиром 1-го эскадрона.
7 марта 1919 года вступил в РКП(б), в 1925 году партия переименована в ВКП(б), в 1952 году партия переименована в КПСС (членский билет № 239).
В Гражданскую войну — командир эскадрона, затем отдельного дивизиона. 3 августа 1919 года 2-й Уральский кавалерийский дивизион Рокоссовского участвовал во взятии города Шадринска, затем кавдивизион двигался вместе с другими частями 30-й стрелковой дивизии через Курганский уезд Тобольской губернии на село Емуртлинское Ялуторовского уезда Тобольской губернии и далее на село Частоозерье Ишимского уезда. 6 сентября 1919 года белые начали контрнаступление на Частоозерье. К 10 сентября 1919 года 2-й Уральский кавалерийский дивизион отступил к деревне Шелепово Курганского уезда, к 15 сентября 1919 года — к деревне Куртан, 20 сентября 1919 года — прикрывал отход у деревни Чесноково. 24 сентября 1919 года кавдивизион занял оборону в промежутке деревня Пороги — деревня Лапушки, 27 сентября 1919 года — у деревни Большое Молотово, 28 сентября 1919 года — у села Шмаковского. К 1 октября 1919 года 2-й Уральский кавдивизион насчитывал 16 командиров, 437 солдат, в том числе 288 сабель, 6 пулемётов.
14 октября 1919 года 30-я дивизия перешла в наступление. 2-й Уральский кавдивизион Рокоссовского и 264-й Верхнеуральский полк, наступали на село Боровское Курганского уезда со стороны села Романовского и деревни Песьяно, но остановили свое наступление в 5—6 километрах южнее с. Романовского, где вели бой с неоднократно переходящими в контратаки белыми. К 22 октября 1919 года кавдивизион занял село Марайское, 24 октября — деревню Сунгурово, 27 октября — деревню Большое Щучье, 29 октября — деревню Большое Щучье Ишиского уезда.

4 ноября 1919 года во главе группы из 30 всадников в бою под селом Вакоринским Ишимского уезда прорвался через пехотную цепь белых и захватил их артиллерийскую батарею. 7 ноября 1919 года южнее станции Мангут Тюкалинского уезда Тобольской губернии, в схватке с начальником 15-й Омской Сибирской стрелковой дивизии армии А. В. Колчака генерал-майором Николаем Севериановичем Вознесенским зарубил последнего, а сам был ранен в плечо. 
…7 ноября 1919 года мы совершили набег на тылы белогвардейцев. Отдельный Уральский кавалерийский дивизион, которым я тогда командовал, прорвался ночью через боевые порядки колчаковцев, добыл сведения, что в станице Караульная расположился штаб омской группы, зашёл с тыла, атаковал станицу и, смяв белые части, разгромил этот штаб, захватил пленных, в их числе много офицеров.

Во время атаки при единоборстве с командующим омской группой генералом Воскресенским я получил от него пулю в плечо, а он от меня — смертельный удар шашкой…
За эти бои был награждён орденом Красного Знамени (№1717).
23 января 1920 года Рокоссовский был назначен командиром 30-го кавалерийского полка 30-й стрелковой дивизии 5-й армии РККА. В мае полк был выдвинут на российско-монгольскую границу в Забайкалье.
18 августа 1920 г. К. К. Рокоссовский переведён на должность командира 35-го кавалерийского полка 35-й стрелковой дивизии, также входившей в состав 5-й отдельной армии. До июня 1921 года 35-й кавалерийский полк в сражениях не участвовал. Летом 1921 года, командуя 35-м кавалерийским полком, в бою под Троицкосавском нанёс поражение 2-й бригаде генерала Бориса Петровича Резухина из Азиатской конной дивизии генерала барона Р. Ф. фон Унгерн-Штернберга и в одном из боёв в июле этого года был тяжело ранен. За этот бой Рокоссовского наградили вторым орденом Красного Знамени.
В октябре 1921 года переведён командиром 3-й бригады 5-й Кубанской кавалерийской дивизии.
В октябре 1922 года в связи с переформированием 5-й Кубанской кавалерийской дивизии в 5-ю отдельную Кубанскую кавалерийскую бригаду трёхполкового состава, по собственному желанию назначен на должность командира 27-го кавалерийского полка этой же бригады.
В 1923—1924 годах участвовал в боях против вышедших на территорию СССР в Забайкалье белогвардейских отрядов генерала Фирса Ксенофонтовича Мыльникова, войскового старшины В. И. Деревцова, В. Л. Дуганова, З. И. Гордеева и сотника И. С. Шадрина (возглавлял Сретенский боевой участок). 9 июня 1924 года, во время проведения оперативно-войсковой операции против отрядов Мыльникова и Деревцова, Рокоссовский возглавлял один из отрядов красноармейцев, шедший по узкой таёжной тропе.
…Шедший впереди Рокоссовский наткнулся на Мыльникова, произвёл в него два выстрела из маузера. Мыльников упал. Рокоссовский предполагает, что Мыльников ранен, но ввиду непроходимой тайги, по-видимому, отполз под куст, его не могли найти…
Мыльников выжил. Вскоре красные оперативным путём установили местонахождение раненого генерала Мыльникова в доме одного из местных жителей и 27 июня 1924 года арестовали его. Отряды Мыльникова и Деревцова были разгромлены в один день.
Всего в этой одной из последних операций гражданской войны на Дальнем Востоке совместными усилиями 5-й Кубанской кавбригады К. К. Рокоссовского и 2-го полка войск ГПУ были разбиты четыре крупных белых отряда, убито в боях 46, ранено 35 и захвачено 96 белых, потери красных составили 9 убитых (3 красноармейцев, 3 бойцов ЧОН, 1 сотрудник ОГРУ, 1 милиционер, 1 активист), 1 пропавший без вести и 13 раненых.

## Межвоенный период
30 апреля 1923 года Рокоссовский женился на Юлии Петровне Барминой. 17 июня 1925 года у них родилась дочь Ариадна.
Сентябрь 1924 — август 1925 — слушатель Кавалерийских курсов усовершенствования командного состава, вместе с Г. К. Жуковым и А. И. Ерёменко.
С июля 1926 по июль 1928 года Рокоссовский служил в Монголии инструктором отдельной Монгольской кавдивизии (город Улан-Батор).
С января по апрель 1929 года прошёл курсы усовершенствования высшего начальствующего состава при Военной Академии имени М. В. Фрунзе, где познакомился с работами М. Н. Тухачевского.
В 1929 году командовал 5-й отдельной Кубанской кавалерийской бригадой (располагалась в Нижней Берёзовке под Верхнеудинском) и в том же году отличился в конфликте на КВЖД: в ноябре 1929 года участвовал в Маньчжуро-Чжалайнорской наступательной операции РККА.
С января 1930 года Рокоссовский командовал 7-й Самарской кавалерийской дивизией (одним из командиров бригад в которой был Г. К. Жуков). В феврале 1932 года вновь переведён в Забайкалье на должность командира 5-й отдельной Кубанской кавалерийской бригады, которая в марте 1932 была развёрнута в 15-ю Отдельную Кубанскую кавалерийскую дивизию.
Со введением в 1935 году персональных званий в РККА ему присвоено звание комдива.
В 1936 году К. К. Рокоссовский командовал 5-м кавалерийским корпусом в Пскове.

## Арест
27 июня 1937 года был исключён из ВКП(б) «за потерю классовой бдительности». В личном деле Рокоссовского имелась информация, что он был тесно связан с комкором Касьяном Александровичем Чайковским. 22 июля 1937 года уволен из РККА «по служебному несоответствию». Комкор Иван Семёнович Кутяков дал показания на командарма 2-го ранга Михаила Дмитриевича Великанова и прочих, а тот, в числе прочих, «показал» на К. К. Рокоссовского. Начальник разведотдела штаба ЗабВО дал показания, что Рокоссовский в 1932 году встречался с начальником японской военной миссии в Харбине Мититаро Комацубара.
В августе 1937 года Рокоссовский поехал в Ленинград, где был арестован по обвинению в связях с польской и японской разведками, став жертвой ложных показаний. Два с половиной года провёл под следствием (следственное дело № 25358-1937).

 Доказательства строились на показаниях поляка Адольфа Юшкевича, соратника Рокоссовского в гражданскую. Но Рокоссовский хорошо знал, что Юшкевич погиб под Перекопом. Он сказал, что всё подпишет, если Адольфа приведут на очную ставку. Стали искать Юшкевича и обнаружили, что он давно умер. — К. В. Рокоссовский, внук.
С 17 августа 1937 по 22 марта 1940 года, согласно справке от 4 апреля 1940 года, содержался во Внутренней тюрьме Управления госбезопасности НКВД по Ленинградской области на Шпалерной улице. По словам правнучки Рокоссовского, ссылавшейся на рассказы жены маршала Василия Ивановича Казакова, Рокоссовский подвергался жестоким пыткам и избиениям. В этих пытках принимал участие начальник Ленинградского управления НКВД Леонид Михайлович Заковский. Рокоссовскому выбили девять зубов, сломали три ребра, молотком били по пальцам ног, а в 1939 году его выводили во двор тюрьмы на расстрел и давали холостой выстрел. Однако Рокоссовский не дал ложных показаний ни на себя, ни на других. По рассказу правнучки, в своих записях отметил, что враг посеял сомнения и обманул партию — это привело к арестам невиновных. По сведениям полковника юстиции Ф. А. Климина, бывшего в числе трёх судей Военной коллегии ВС СССР, которые разбирали дело Рокоссовского, в марте 1939 года состоялся суд, но все свидетели, давшие показания, уже были мертвы. Рассмотрение дела было отложено на доследование, осенью 1939 года состоялось второе заседание, также отложившее вынесение приговора. По некоторым предположениям Рокоссовский был этапирован в лагерь. Есть версия, что всё это время Рокоссовский находился в Испании в качестве военного эмиссара под псевдонимом, предположительно, Мигель Мартинес (из «Испанского дневника» Михаила Ефимовича Кольцова). Жену и дочь выслали из Пскова, где тогда по месту службы отца жила семья, в Армавир.
22 марта 1940 года Рокоссовский был освобождён в связи с прекращением дела при ходатайстве С. К. Тимошенко, С. М. Будённого и Г. К. Жукова к И. В. Сталину и реабилитирован. К. К. Рокоссовского полностью восстановили в правах, в должности и в партии, и весну он провёл с семьёй на курорте в Сочи. В том же году с введением генеральских званий в РККА ему присвоено звание генерал-майора.
После отпуска Рокоссовский назначен в распоряжение командующего Киевским особым военным округом (КОВО) генерала армии Г. К. Жукова, а, по возвращении 5-го кавалерийского корпуса из похода в Бессарабию (июнь—июль 1940 года) — в состав Кавалерийской армейской группы КОВО (город Славута Каменец-Подольской области Украинской ССР), вступил в командование корпусом.
В ноябре 1940 года Рокоссовский получил новое назначение на должность командира 9-го механизированного корпуса, который ему предстояло сформировать в КОВО.

## Великая Отечественная война

### Начальный период войны
Командовал 9-м механизированным корпусом в сражении под Дубно — Луцком — Бродами. Несмотря на некомплект танков и транспорта, войска 9-го мехкорпуса в течение июня—июля 1941 года активной обороной изматывали противника, отступая только по приказу. За успехи был представлен к четвёртому ордену Красного Знамени. Жену и дочь эвакуировали из Киева в Новосибирск, в апреле 1942 года они переехали в Москву.

11 июля 1941 года назначен командующим 4-й армией на южном фланге Западного фронта (вместо арестованного и позднее расстрелянного А. А. Коробкова), 17 июля Рокоссовский прибыл в штаб Западного фронта, однако в связи с ухудшением обстановки ему поручено руководство оперативной группой для восстановления положения в районе Смоленска. Ему выделили группу офицеров, радиостанцию и два автомобиля; остальное он должен был добирать сам: останавливать и подчинять себе остатки 19-й, 20-й и 16-й армий, выходивших из смоленского котла, и удерживать этими силами район Ярцево. Маршал вспоминал: 
В штабе фронта я ознакомился с данными на 17 июля. Работники штаба не очень-то были уверены, что их материалы точно соответствуют действительности, поскольку с некоторыми армиями, в частности с 19-й и 22-й, не было связи. Поступили сведения о появлении в районе Ельни каких-то крупных танковых частей противника.
Эта непростая задача была успешно решена:
В короткое время собрали порядочное количество людей. Были здесь пехотинцы, артиллеристы, связисты, сапёры, пулемётчики, миномётчики, медицинские работники… В нашем распоряжении оказалось немало грузовиков. Они нам очень пригодились. Так началось в процессе боёв формирование в районе Ярцево соединения, получившего официальное название «группа генерала Рокоссовского».
Группа Рокоссовского способствовала деблокаде окружённых в районе Смоленска советских армий. 10 августа она была реорганизована в 16-ю армию (второго формирования), а Рокоссовский стал командующим этой армией; 11 сентября 1941 года получил звание генерал-лейтенанта.
Размышляя о начальном периоде войны Рокоссовский в своих воспоминаниях писал: «Всем памятны действия русских войск под командованием таких полководцев, как Барклай-де-Толли и Кутузов, в 1812 году. А ведь как один, так и другой тоже могли дать приказ войскам „стоять насмерть“ (что особенно привилось у нас и чем стали хвастаться некоторые полководцы!). Но этого они не сделали, и не потому, что сомневались в стойкости вверенных им войск. Нет, не потому. В людях они были уверены. Все дело в том, что они мудро учитывали неравенство сторон и понимали: умирать если и надо, то с толком. Главное же — подравнять силы и создать более выгодное положение. Поэтому, не ввязываясь в решительное сражение, отводили войска в глубь страны. В течение первых дней Великой Отечественной войны определилось, что приграничное сражение нами проиграно. Остановить противника представлялось возможным лишь где-то в глубине, сосредоточив для этого необходимые силы путем отвода соединений, сохранивших свою боеспособность или ещё не участвовавших в сражении, а также подходивших из глубины по плану развертывания».
Далее Рокоссовский отмечал: «Войскам, ввязавшимся в бой с наседавшим противником, следовало поставить задачу: применяя подвижную оборону, отходить под давлением врага от рубежа к рубежу, замедляя этим его продвижение. Такое решение соответствовало бы сложившейся обстановке на фронте».
Тем самым Рокоссовский считал наиболее правильным на начальном этапе Великой Отечественной войны ведение активной стратегической обороны с последующим контрнаступлением и общим наступлением с полным разгромом противника. Это было созвучно идеям выдающегося советского военного теоретика А. А. Свечина и ряда других советских военных ученых (прежде всего А. И. Верховского и А. А. Незнамова). Взгляды этих отечественных военных теоретиков были отвергнуты партийно-государственным руководством и высшим военным командованием Красной армии.

### Битва за Москву
В начале Московской битвы основные силы 16-й армии Рокоссовского попали в Вяземский «котёл», и были разгромлены. Из окружения вышло только управление армии. Вновь созданной 16-й армии было приказано прикрыть Волоколамское направление, при этом Рокоссовскому опять пришлось собирать себе войска. Рокоссовский перехватывал войска на марше; в его распоряжение поступил полк, состав которого был сформирован из молодых офицеров, выпускников Московского пехотного училища им. Верховного Совета РСФСР (полк вошёл в историю под именем «курсантский»), 316-я стрелковая дивизия генерал-майора И. В. Панфилова, 3-й кавалерийский корпус генерал-майора Л. М. Доватора. Вскоре под Москвой была восстановлена сплошная линия обороны, и завязались упорные бои. Об этой битве Рокоссовский так написал 5 марта 1948 года:
В связи с прорывом обороны на участке 30-й армии и отхода частей 5-й армии, войска 16-й армии, сражаясь за каждый метр, в жестоких боях были оттеснены к Москве на рубеже: севернее Красная Поляна, Крюково, Истра, и на этом рубеже в жестоких боях окончательно остановили немецкое наступление, а затем перейдя в общее контрнаступление, совместно с другими армиями, проводимое по замыслу товарища Сталина, враг был разбит и отброшен далеко от Москвы.
Именно под Москвой К. К. Рокоссовский приобрёл полководческий авторитет. За битву под Москвой К. К. Рокоссовский был награждён орденом Ленина. Командующие Западным (генерал армии Г. К. Жуков) и Калининским (генерал-полковник И. С. Конев) фронтами награждены не были. В этот период в 85-м походно-полевом госпитале при штабе армии он познакомился с военврачом 2-го ранга Галиной Васильевной Талановой.

### Ранение
8 марта 1942 года Рокоссовский был ранен осколком снаряда в городе Сухиничи, находясь в штабе армии. Ранение оказалось тяжёлым — были задеты правое лёгкое, печень, рёбра и позвоночник, повреждена диафрагма. После операции в Козельске был самолётом доставлен в московский фронтовой эвакогоспиталь в здании Тимирязевской академии, где была проведена повторная операция 9 марта, в ходе которой извлечён осколок. Оперировал Рокоссовского и был его лечащим врачом военврач 1-го ранга Аркадий Каплан, после войны 35 лет руководивший клиникой травматологии Центрального института травматологии и ортопедии. Проходил лечение в госпитале до 28 мая 1942 года.

### Сталинградская битва
28 мая Рокоссовский прибыл в Сухиничи и вновь принял командование 16-й армией. С 13 июля 1942 года — командующий войсками Брянского фронта. 30 сентября 1942 года генерал-лейтенант К. К. Рокоссовский был назначен командующим Донским фронтом. При его участии был разработан план операции «Уран» по окружению и уничтожению вражеской группировки, наступавшей на Сталинград. Силами нескольких фронтов 19 ноября 1942 года началось проведение операции, 23 ноября кольцо вокруг 6-й армии генерала Ф. Паулюса было замкнуто.

Позже Рокоссовский подвёл итог: 
…успешно была выполнена задача, связанная с участием войск Донского фронта в общем наступлении, проводимом по замыслу товарища Сталина, вылившаяся в полное окружение всей Сталинградской группировки немцев…
Руководство по разгрому вражеской группировки Ставка поручила Донскому фронту во главе с К. К. Рокоссовским, который 15 января 1943 года получил звание генерал-полковника.
31 января 1943 года войска под командованием К. К. Рокоссовского пленили фельдмаршала Ф. Паулюса, 24 генерала, 2500 немецких офицеров, 90 тыс. солдат.
28 января 1943 года Рокоссовский был награждён только что учреждённым орденом Суворова.

### Курская битва
Рокоссовский пишет в автобиографии:
В феврале 1943 года приказом товарища Сталина назначаюсь командующим Центральным фронтом. Руководил действиями войск этого фронта в великом оборонительном, а затем контрнаступательном сражении, проводимом по замыслу товарища Сталина на Курско-Орловской дуге…
В феврале — марте 1943 года Рокоссовский руководил войсками Центрального фронта в Севской операции. 7 февраля штаб командующего фронтом разместился в Фатежском районе, Курской области. Примечателен следующий случай, о котором в своё время поведал журналист Владимир Ерохин («Литературная Россия» от 20 июля 1979 года): Мостить дороги было нечем. Рокоссовский приказал разобрать разрушенную церковь в Фатеже и пустить её на строительство дороги. По этим камням прошли войска и танки. Несмотря на неудачу наступления 28 апреля 1943 года, Рокоссовский был произведён в генералы армии.
Из донесений разведки следовало, что летом немцы планируют большое наступление в районе Курска. Сталин, на совещании командующих фронтами, предложил провести наступление летом 1943 года, с окружением сил противника. К. К. Рокоссовский считал, что для наступления нужно двойное, тройное превосходство сил, чего у советских войск на этом направлении не было. Чтобы остановить немецкое наступление летом 1943 года под Курском, необходимо перейти к обороне. Необходимо буквально укрыть в земле личный состав, боевую технику. К. К. Рокоссовский проявил себя блестящим стратегом и аналитиком — на основании данных разведки он сумел в точности определить участок, на котором немцы нанесли главный удар, создать на этом участке глубокоэшелонированную оборону и сосредоточить там около половины своей пехоты, 60 % артиллерии и 70 % танков. Поистине новаторским решением была также артиллерийская контрподготовка, проведённая за 10—20 минут до начала немецкой артиллерийской подготовки. Его слава уже гремела по всем фронтам, он стал широко известным на Западе в качестве одного из самых талантливых советских военачальников. Очень популярен был Рокоссовский и среди солдат. В составе Центрального фронта воевал сформированный ещё в 1942 году под Сталинградом офицерский 8 отдельный штрафной батальон, прозванный немецкой пропагандой «Бандой Рокоссовского».
После Курской битвы Рокоссовский успешно провёл силами Центрального (с октября 1943 года переименованного в Белорусский) фронта Черниговско-Припятскую операцию, Гомельско-Речицкую операцию, Калинковичско-Мозырскую и Рогачевско-Жлобинскую операции.

### Операция «Багратион»
В полной мере полководческий талант К. К. Рокоссовского проявился летом 1944 года при проведении операции по освобождению Белоруссии. Об этом Рокоссовский пишет:
Осуществляя замысел Верховного Главнокомандующего товарища Сталина по разгрому центральной группы немецких войск и освобождению Белоруссии, с мая 1944 года руководил подготовкой операции и наступательными действиями войск 1-го Белорусского фронта…
План операции разрабатывался Рокоссовским совместно с А. М. Василевским и Г. К. Жуковым.
Стратегической изюминкой этого плана было предложение Рокоссовского нанести удар по двум главным направлениям, что обеспечивало охват флангов противника на оперативной глубине и не давало последнему возможности манёвра резервами.
Операция «Багратион» началась 23 июня 1944 года. В рамках Белорусской операции Рокоссовский успешно проводит Бобруйскую, Минскую и Люблин-Брестскую операции.
Успех операции заметно превзошёл ожидания советского командования. В результате двухмесячного наступления была полностью освобождена Белоруссия, отбита часть Прибалтики, освобождены восточные районы Польши. Практически полностью была разгромлена немецкая группа армий «Центр». Кроме того, операция поставила под угрозу группу армий «Север» в Прибалтике.
С военной точки зрения, сражение в Белоруссии привело к масштабному поражению немецких вооружённых сил. Распространена точка зрения, согласно которой битва в Белоруссии является крупнейшим поражением немецких вооружённых сил во Второй мировой войне. Операция «Багратион» стала триумфом советской теории военного искусства благодаря хорошо скоординированному наступательному движению всех фронтов и проведённой операции по дезинформации противника о месте генерального наступления.
29 июня 1944 года генералу армии К. К. Рокоссовскому была вручена бриллиантовая звезда Маршала Советского Союза, а 30 июля — первая Звезда Героя Советского Союза. К 11 июля была взята в плен 105-тысячная группировка противника. Когда на Западе усомнились в количестве пленных в ходе операции «Багратион», И. В. Сталин приказал провести их по улицам Москвы. С этого момента И. В. Сталин стал называть К. К. Рокоссовского по имени и отчеству, такого обращения удостаивался лишь маршал Б. М. Шапошников.
Далее войска 1-го Белорусского фронта участвовали в освобождении родной К. К. Рокоссовскому Польши, проводя Ломжа-Ружанскую и Сероцкую наступательные операции.

### Завершение войны
Рокоссовский пишет: 
В ноябре 1944 года назначаюсь командующим войсками 2-го Белорусского фронта, получив лично от товарища Сталина задачу: подготовить наступательную операцию по прорыву обороны противника на рубеже р. Нарев и разгрому восточно-прусской группировки немцев…

Командующим 1-м Белорусским фронтом был назначен Г. К. Жуков, и честь взятия Берлина была предоставлена ему. Рокоссовский спросил у Сталина, за что его переводят с главного направления на второстепенный участок:
Сталин ответил, что я ошибаюсь: тот участок, на который меня переводят, входит в общее западное направление, на котором будут действовать войска трёх фронтов — 2-го Белорусского, 1-го Белорусского и 1-го Украинского; успех этой операции будет зависеть от тесного взаимодействия этих фронтов, поэтому на подбор командующих Ставка обратила особое внимание. <…> Если не продвинетесь вы и Конев, то никуда не продвинется и Жуков, — заключил Верховный Главнокомандующий.
В качестве командующего 2-м Белорусским фронтом К. К. Рокоссовский провёл ряд операций, в которых проявил себя как мастер манёвра. Ему дважды приходилось разворачивать свои войска практически на 180 градусов, концентрируя свои танковые и механизированные соединения. Он успешно руководил войсками фронта в Восточно-Прусской и Восточно-Померанской операциях, в результате которых были разгромлены крупные мощные немецкие группировки в Восточной Пруссии и Померании.
Во время Берлинской наступательной операции войска 2-го Белорусского фронта под командованием К. К. Рокоссовского своими действиями сковали главные силы 3-й немецкой танковой армии, лишив её возможности участвовать в битве за Берлин.
1 июня 1945 года за умелое руководство войсками фронта в Восточно-Прусской, Восточно-Померанской и Берлинской операциях, Маршал Советского Союза Рокоссовский был удостоен второй медали «Золотая Звезда».
7 января 1945 года Галина Таланова родила от него дочь Надежду. Рокоссовский дал ей свою фамилию, потом помогал, но с Галиной не встречался.
В феврале 1945 года, спустя тридцать лет, Рокоссовский встретил свою сестру Хелену в Польше.
24 июня 1945 года по решению И. В. Сталина К. К. Рокоссовский командовал Парадом Победы в Москве (принимал парад Г. К. Жуков). А 1 мая 1946 года Рокоссовский принимал парад.
С июля 1945 по 1949 год, по приказу Верховного Главнокомандующего, он — создатель и Главнокомандующий Северной группой войск на территории Польши в г. Легница, Нижняя Силезия.
Рокоссовский налаживал связь с правительством, военными округами Войска Польского, общественными организациями, оказывал помощь в восстановлении народного хозяйства Польши. Были построены казармы, дома офицеров, склады, библиотеки, лечебные учреждения, переданные в дальнейшем Войску Польскому.

## Служба в Польше
В 1949 году польский президент Болеслав Берут обратился к И. В. Сталину с просьбой направить в Польшу для прохождения службы на посту министра национальной обороны поляка К. К. Рокоссовского. Несмотря на длительное проживание в России, Рокоссовский остался поляком по манере и речи, что обеспечило благосклонность большинства поляков. В 1949 году городские народные советы Гданьска, Гдыни, Картуз, Сопота, Щецина и Вроцлава своими постановлениями присвоили Рокоссовскому звание Почётного гражданина данных городов, которые во время войны были освобождены войсками под его командованием. Однако некоторые польские и зарубежные газеты создавали ему репутацию «московита» и «наместника Сталина». В 1950 году на него дважды было совершено покушение польскими националистами, в том числе из кадров польской армии, состоявших ранее в Армии Крайовой.
В 1949—1956 годах он проделал большую работу по перевооружению, структурной реорганизации польской армии (сухопутные моторизованные войска, танковые соединения, ракетные соединения, войска ПВО, авиация и Военно-морской флот), подъёму обороноспособности и боеготовности в свете современных требований (угроза ядерной войны), сохранив её национальное своеобразие. Согласно интересам армии, в Польше были модернизированы пути сообщения и связь, возрождена военная промышленность (артиллерия, танки, авиация, другая техника). В апреле 1950 года введён новый Устав внутренней службы Войска Польского. Обучение строилось на основе опыта Советской армии. Рокоссовский постоянно посещал военные части и манёвры. Для обучения офицеров были открыты Академия Генерального штаба им. К. Сверчевского, Военно-техническая академия им. Я. Домбровского и Военно-политическая академия им. Ф. Дзержинского.
Также работал заместителем председателя Совета Министров Польши, был членом Политбюро ЦК Польской объединённой рабочей партии. 14 мая 1955 года присутствовал при подписании Договора о дружбе, сотрудничестве и взаимной помощи в Варшаве.
После смерти президента Болеслава Берута и Познанских выступлений первым секретарём ПОРП был избран «антисталинист» Владислав Гомулка. Конфликт между поддерживавшими Рокоссовского «сталинистами» («натолинская группа») и «антисталинистами» в ПОРП привёл к смещению Рокоссовского из Политбюро ЦК ПОРП и Министерства национальной обороны как «символа сталинизма». 22 октября 1956 года (за день до ввода советских войск в Венгрию) в письме в ЦК ПОРП, подписанном Н. С. Хрущёвым, советская сторона выразила согласие с таким решением. Рокоссовский уехал в СССР и больше не приезжал, а всё своё имущество в Польше раздал обслуживавшим его людям.

## Возвращение в СССР
С ноября 1956 по июнь 1957 года — заместитель Министра обороны СССР, по октябрь 1957 года — Главный инспектор Министерства обороны СССР с оставлением в должности заместителя Министра обороны. С октября 1957 по январь 1958 года в связи с обострением ситуации на Ближнем Востоке — командующий войсками Закавказского военного округа. Этот перевод связывают также с тем, что на состоявшемся в 1957 году Пленуме ЦК КПСС Рокоссовский сказал в своём выступлении, что многие из находящихся на руководящих постах должны чувствовать вину за неправильную линию Жукова на посту Министра обороны СССР. С января 1958 по апрель 1962 года — снова заместитель Министра обороны СССР — главный инспектор Министерства обороны. В 1961—1968 годах возглавлял Государственную комиссию по расследованию причин гибели подводной лодки С-80.
По утверждению главного маршала авиации Александра Голованова, в 1962 году Хрущёв попросил маршала Рокоссовского написать статью о Сталине в духе решений XX съезда. Рокоссовский ответил: «Никита Сергеевич, товарищ Сталин для меня святой!». На следующий день его окончательно сняли с должности заместителя Министра обороны СССР. В другой раз Рокоссовский вместе с Головановым на каком-то банкете отказались чокаться с Хрущёвым. Больше их на такие приёмы не приглашали.
С апреля 1962 по август 1968 года — генеральный инспектор Группы генеральных инспекторов Министерства обороны СССР. Расследовал сдачу недостроенных кораблей на флоте.
Проживал в доме на ул. Горького, затем в кв. 63 знаменитого дома № 3 по ул. Грановского, мемуарист. Писал статьи в «Военно-исторический журнал». За день до своей смерти в августе 1968 года Рокоссовский подписал в набор свои воспоминания «Солдатский долг».
Константин Константинович Рокоссовский скончался от рака предстательной железы 3 августа 1968 года. Прощание было 6 августа. Тело было кремировано. Урна с прахом Рокоссовского была захоронена в Кремлёвской стене.

## Воинские звания
- Рядовой — 2 (15) августа 1914 года
- Ефрейтор — 8 (21) августа 1914 года
- Младший унтер-офицер — 29 марта (11 апреля)  1917 года
- Комдив — 26 ноября 1935 года[73]
- Генерал-майор — 4 июня 1940 года[74]
- Генерал-лейтенант — 11 сентября 1941 года[75]
- Генерал-полковник — 15 января 1943 года[76]
- Генерал армии — 28 апреля 1943 года[77]
- Маршал Советского Союза — 29 июня 1944 года
- Маршал Польши — 5 ноября 1949 года

## Награды

### Российская империя
- Георгиевский крест IV степени № 9841, 8 (21) августа 1914 года
- Георгиевская медаль II степени, 21 ноября (4 декабря)  1917 года
- Георгиевская медаль III степени, 6 (19) мая 1916 года
- Георгиевская медаль IV степени, 20 июля (2 августа)  1915 года

### СССР
- Дважды Герой Советского Союза:
  - Медаль «Золотая Звезда» № 5111, 29 июля 1944 года
  - Медаль «Золотая Звезда» № 54, 1 июня 1945 года;
- Орден «Победа» № 6, 30 марта 1945 года;
- Семь орденов Ленина:

1. 16 августа 1936 года — за выдающиеся успехи в боевой, политической и технической подготовке соединений, частей и подразделений Рабоче-Крестьянской Красной Армии
2. 2 января 1942 года — за образцовое выполнение боевых заданий Командования на фронте борьбы с германским фашизмом и проявленные при этом доблесть и мужество
3. 29 июля 1944 года, № 20893— к званию Герой Советского Союза
4. 21 февраля 1945 года — за выслугу лет
5. 26 декабря 1946 года — в связи с 50-летием со дня рождения
6. 20 декабря 1956 года — в связи с 60-летием со дня рождения и отмечая заслуги перед Советской Армией и Советским государством
7. 20 декабря 1966 года — в связи с 70-летием со дня рождения

- Орден Октябрьской Революции, 22 февраля 1968 года;
- Шесть орденов Красного Знамени, 23 мая 1920 года, 21 июня 1922 года, 22 февраля 1930 года, 22 июля 1941 года, 3 ноября 1944 года, 6 ноября 1947 года;
- Орден Суворова I степени № 5, 28 января 1943 года;
- Орден Кутузова I степени № 145, 27 августа 1943 года;
- Медали
- Почётное оружие с золотым изображением Государственного герба СССР, 22 февраля 1968 года.
- Знак «Бойцу ОКДВА»

### Польская Народная Республика
- Орден Строителей Народной Польши, 1951 год;
- Орден Virtuti militari I класса со звездой, 1945 год;
- Орден «Крест Грюнвальда» I класса, 1945 год;
- Медаль «За Варшаву 1939—1945», 1946 год;
- Медаль «За Одру, Нису и Балтику», 1946 год;
- Медаль «Победы и Свободы», 1946 год.

### Иностранные награды
- Большой офицерский крест ордена Почётного легиона, Франция, 9 июня 1945 года;
- Военный Крест, Франция, 1945 год;
- Почётный рыцарь-командор ордена Бани, Великобритания, 1945 год;
- Орден «Легион почёта» степени главнокомандующего, Соединённые Штаты Америки, 1946 год;
- Орден Сухэ-Батора, Монгольская Народная Республика, 18 марта 1961 года;
- Орден Боевого Красного Знамени, Монгольская Народная Республика, 1943 год;
- Медаль «Дружба», Монгольская Народная Республика, 12 октября 1967 года;
- медаль «Свободы», Дания, 1947 год;
- Медаль «Китайско-советская дружба», Китайская Народная Республика, 1956 год.

### Почётные звания
- Почётный гражданин города Великие Луки (Россия);
- Почётный гражданин города Вроцлав (Польша) (с 1949 года) (по решению городского магистрата 2012 года о ликвидации части решений о присвоении Почётного гражданства города, почётное гражданство Рокоссовского было сохранено).
- Почётный гражданин города Гданьск (Польша) (1949—1990) (решением городского Совета от 18 декабря 1990 года были отменены все предыдущие решения о присвоении почётного гражданства)
- Почётный гражданин города Гдыня (Польша) (1949—1990) (решением президента города в 1990 году были отменены все решения о присвоении почётного гражданства периода ПНР)
- Почётный гражданин города Гомеля, 1967 (Беларусь, Гомель);
- Почётный гражданин города Легница (Польша) (1949—1993) (решением президента города в 1993 году были отменены все предыдущие присвоения звания);
- Почётный гражданин Курска (Россия);
- Почётный гражданин города Новоград-Волынский (Украина)[78]
- Почётный гражданин города Щецин (Польша) (1949—2017) (решением городского магистрата от 28 марта 2017 года лишён почётного гражданства города).

## Память
В честь маршала была переименована бывшая немецкая деревня Рогзау (ныне гмины Рокосово (пол. Rokosowo (województwo zachodniopomorskie)), гмина Славобоже, Свидвинский повет, Западно-Поморское воеводство, Польша).
Также в городе Кошалин его имя носит Рокоссовский район.

### Площади, улицы и проспекты
Россия
Имя К. К. Рокоссовского носит бульвар в Москве (по нему были названы станция московского метрополитена и станция МЦК), а также площадь в Великих Луках и улицы в Мценске, Нижнем Новгороде, Чите, Курске, Белове, Владивостоке, Волгограде, Воронеже, Дубовке, Железногорске, Ишиме, Калининграде, Каменке, Кизеле, Красноярске, Кяхте, Миллерове, Называевске, Никольске, Новозыбкове, Новокузнецке, Омске, Оренбурге, Похвистневе, Пролетарске, Пскове, Рыбинске, Сальске, Солигаличе, Суровикине, Сухиничах, Томаровке, Улан-Удэ, Унече, Хабаровске, Хадыженске, Шахтах, Южно-Сухокумске, Ярцеве; улица в деревне Аленино Киржачского района Владимирской области; улица в поселке Поныри Курской области.
Беларусь
Проспект в Минске и улицы в Бобруйске, Бресте, Барановичах, Волковыске, Ганцевичах, Гомеле, Жодино, Кобрине, Лоеве, Несвиже, Пинске, Речице, Столбцах.
Украина
Проспект в Киеве и улицы в Донецке, Конотопе (переименована в улицу Героев Ахтырки), Чернигове (переименована в проспект Левко Лукьяненко), Кременчуге (переименована в улицу Веры Холодной),
Новограде-Волынском(переименована в улицу Романа Шухевича), Новгороде-Северском (переименована в улицу Героев Чернобыля), Первомайске(переименована в улицу Барвинковую), Кривом Роге (переименована в улицу Вахи Арсанова), Соснице (переименована в улицу  Ивана Выговского), Черкассах (переименована в улицу  Ореховую), Часовом Яре, Демьянковцах, Алексеево-Дружковке, переулок в Кременчуге (переименован в переулок Чернобаевский).

### Памятники
Памятники маршалу Рокоссовскому установлены в Аткарске, Благовещенске (на территории Дальневосточного высшего общевойскового командного училища), Великих Луках, Волгограде, Зеленограде, Курске (на площади Рокоссовского, скульптор В. М. Клыков), Кяхте, Москве, Нижнем Новгороде (на улице Маршала Рокоссовского), Новосибирске (на территории Технического колледжа имени А. И. Покрышкина), Сухиничах, Улан-Удэ и в посёлке Свобода Хомутовского района Курской области (в музее КП Центрального фронта).
30 июня 2017 года в Минске открыт памятный знак Маршалу Советского Союза Константину Рокоссовскому. Расположен перед домом № 114 на проспекте Рокоссовского (в Ленинском районе).
- Бюст в Великих Луках (1951 год)
- Памятник в Унеёвицах
- Памятник на площади Рокоссовского в Курске (2005 год)
- Бюст в Сухиничах (2006 год)
- Мемориальная доска в Волоколамске
- Памятник в Улан-Удэ (2019 год)
- Бюст в Волоколамске (2021 год)

### Мемориальные доски
Мемориальные доски с именем Рокоссовского установлены в Москве (на здании Общевойсковой академии Вооружённых Сил Российской Федерации), Калининграде, Пскове, Бресте, Гомеле, Чернигове, Минске (в школе имени Рокоссовского; на доме № 5/1 на проспекте Рокоссовского).

### Учебные учреждения
29 ноября 2011 года распоряжением Правительства города Москвы школе № 1150 г. Зеленограда присвоено почётное наименование имени дважды Героя Советского Союза К. К. Рокоссовского. В Музее хранятся личные вещи полководца и другие ценные экспонаты.
Имя К. К. Рокоссовского носит школа № 2 города Кропоткина, а также № 8 города Курска.
В Беларуси имя К. К. Рокоссовского присвоено средней школе в г. п. Телеханы Ивацевичского района Брестской области, средней школе № 35 в г. Бресте. В школьных музеях одни из экспозиций посвящены К. К. Рокоссовскому.

### В филателии и нумизматике
- Почтовая марка СССР, посвящённая К. К. Рокоссовскому, 1976,  (ЦФА [АО «Марка»] #4554; Sc #4488)
- Почтовый конверт России, 1996 год
- Почтовая марка России, 2004 год. Маршалы Советского Союза Г. К. Жуков и К. К. Рокоссовский на Красной площади 24 июня 1945 года (Картина работы Сергея Присекина)
- Памятная монета Республики Беларусь, 2010 год[90]
- Почтовая марка Кыргызстана, 2005 год
- Почтовая марка России, 2021 год (портрет работы Петра Котова)

В 2021 году Почтой России выпущена почтовая марка с портретом К. Рокоссовского.

### Киновоплощения
- 1949 — «Сталинградская битва» — актёр Борис Ливанов.
- 1949 — «Падение Берлина» — актёр Борис Ливанов.
- 1953 — «Солдат Победы» — актёр Рафал Каетанович[пол.]
- 1967 — «За нами Москва» — актёр Владлен Давыдов.

Серия киноэпопей Юрия Озерова:
- - 1972 — «Освобождение» — актёр Владлен Давыдов.
  - 1977 — «Солдаты свободы» — актёр Владлен Давыдов.
  - 1985 — «Битва за Москву» — актёр Александр Голобородько.
  - 1990 — «Сталинград» — актёр Александр Голобородько.
    - 1994 — телесериал «Трагедия века» — актёры Владлен Давыдов и Александр Голобородько. Сериал представляет собой перемонтированные кадры киноэпопей Озерова.
    - 1995 — «Великий полководец Георгий Жуков» — актёры Владлен Давыдов и Александр Голобородько. Фильм также представляет собой перемонтированные кадры киноэпопей.
- 1983 — «День командира дивизии» — актёр Александр Михайлов.
- 1985 — «Контрудар» — актёр Александр Голобородько.
- 1992 — «Генерал» — Евгений Карельских
- 2005 — телесериал «Звезда эпохи» — актёр Игорь Лагутин. Маршал представлен под именем Константин Родоновский. Показанный образ подвергся критике потомками Рокоссовского[92][93].
- 2011 — телесериал «Жуков» — актёр Виктор Фалалеев.

### Корабли
- Транспортный рефрижератор-дизельэлектроход «Маршал Рокоссовский», проект 569А, тип «Сибирь», построен 31 марта 1970 года, Судостроительный завод им. 61 коммунара, Николаев, Украинская ССР. Владелец: Востокрыбхолодфлот (Владивосток). Списан 28 апреля 1995 года, утилизирован[94]
- Крупнотоннажный балктанкер (нефтерудовоз) «Маршал Рокоссовский», проект B-524, тип «Маршал Буденный», построен в сентябре 1975 года, Судостроительный завод имени Парижской Коммуны (пол. Stocznia Gdynia) в Гдыне (Польша). Владелец: Новороссийское морское пароходство. Списан в декабре 1998 года, утилизирован в Аланге, Индия[95][96].
- Паром для перевозки железнодорожных составов российского стандарта «Маршал Рокоссовский», проект CNF19M, построен 5 ноября 2021 года, ООО «Невский судостроительно-судоремонтный завод», Шлиссельбург; верфь «Kuzey Star Shipyard», Тузла (Турция). Владелец: ФГУП «Росморпорт»[97]. Эксплуатируется на линии Усть-Луга (Ленинградская область) — Балтийск (Калининградская область).

### Иное
- С февраля 2018 года имя Маршала Советского Союза К. К. Рокоссовского носит один из залов управления Национального центра управления обороной Российской Федерации.
- Маршалу посвящена песня — «Песня о маршале Рокоссовском» (пол. Pieśń o marszałku Rokossowskim) входила в число наиболее популярных военных песен[98].
- После войны на отдыхе в санатории «Фабрициус» Рокоссовский с партнёршей на спор протанцевали краковяк по набережной от санатория до сочинского парка «Ривьера»[99].
- В июле 2020 года в Гомеле (в Новобелицком районе) на фасаде дома № 106 по улице Ильича в честь К. К. Рокоссовского размещён мурал[100].
- В Музее битвы за Днепр экспонируются материалы, посвящённые командному составу Центрального фронта и Маршалу Советского Союза К. К. Рокоссовскому (Беларусь, Лоев).

## Личная жизнь
- Жена Юлия Петровна Бармина (1900, Троицкосавск, ныне Кяхта, ныне Бурятия — 1986), из купеческой семьи
  - Дочь Ариадна (1925—1978), в 1943 году окончила курсы радистов при Центральном штабе партизанского движения. На фронте служила в подвижном радиоузле, дошла до Берлина. Вышла замуж за Виля Кубасова (генерал-майор, начальник химических войск Московского военного округа 1972—1981 гг.) родила двоих сыновей:
    - Внук Константин Вильевич Рокоссовский (род. 1952), окончил Московский авиационный институт, факультет установок летательных аппаратов. В отставку с военной службы ушёл в звании полковника. Продолжил работу инженером в Государственном НИИ военной медицины Министерства обороны России.
      - Правнучка Ариадна Константиновна Рокоссовская (род. 7 октября 1980), журналист-международник
        - Праправнук Юрий (род. 2009)

    - Внук Павел Вильевич Рокоссовский (род. 1959), старший помощник прокурора Дорогомиловской межрайонной прокуратуры города Москвы
      - Правнук Роман Павлович Рокоссовский
      - Правнучка Дарья Павловна
- Неофициальная жена Галина Таланова, военный врач 85-й походно-полевого госпиталя. После войны вышла замуж за летчика-испытателя Кудрявцева, родила ещё одну дочь. По месту службы мужа семья жила в Прибалтике. А когда супруг погиб, Галина Таланова переехала с дочерями в Москву.
  - Внебрачная дочь Надежда Рокоссовская, (род. 1945, от военного врача Галины Талановой) — преподаватель МГИМО[101] Муж — журналист Александр Александрович Урбан.
    - Внук Андрей Александрович Урбан, корреспондент-международник
      - Правнук Алексей Андреевич Урбан

Увлекался охотой — имел тульское двуствольное ружьё 20-го калибра 1905 года выпуска и двустволку ИЖ-49 12-го калибра.